# بابليوس سكيبيو
 بابليوس كورنيليوس سكيبيو (المتوفي عام 211 ق.م.) قائد ورجل دولة روماني.
ينتمي بابليوس إلى عائلة «كورنيليا» التي أنجبت العديد من القادة الرومان النابغين، شغل بابليوس منصب القنصل في عام 218 ق.م، في السنة الأولى من الحرب البونيقية الثانية، وأبحر مع جيش من بيزا إلى مرسيليا، لاعتراض حنبعل قبل أن يصل إلى إيطاليا. ولكنه فشل في مواجهة حنبعل، فعاد إلى غاليا كيسالبينا عن طريق البحر، وأرسل جيشه إلى هسبانيا تحت قيادة شقيقه جنايوس سكيبيو لمواجهة القرطاجيين هناك.
بعد عودته إلى إيطاليا، واجه بابليوس حنبعل في معركة تيسينيوس، في وادي نهر بو، حيث هزم وأصيب بجروح خطيرة. كما شهد في ديسمبر من العام نفسه، هزيمة الجيش الروماني المفجعة في معركة تريبيا، عندما أصر زميله القنصل تيبيريوس سمبرونيوس لونجيوس على القتال رغم نصيحته له بألا يفعل.
وعلى الرغم من الهزائم العسكرية، إلا أنه كان لا يزال يحتفظ بثقة الشعب الروماني، فمددوا له فترة توليه القيادة، وفي العام التالي قاد حملة إلى هسبانيا مع شقيقه جنايوس، وهناك حقق بعض الانتصارات على القرطاجيين وعزز موقف روما في شبه الجزيرة الأيبيرية. استمرت حملته الأيبيرية حتى عام 211 ق.م، عندما قتل بعد هزيمة جيشه في معركة بيتس العليا.
بعد أقل من شهر، سحق القرطاجيون جيش أخيه جنايوس وقتلوه بالقرب من مدينة قرطاجنة الأيبيرية. تفاصيل هذه الحملات غير معروفة تماما، ولكن يبدو أن الهزيمة الأخوين سكيبيو ومقتلهما، يرجع إلى هروب المرتزقة الأيبيريين من صفوف الرومان، بعد أن قام صدربعل برقا شقيق حنبعل برشوتهم.
جدير بالذكر، أن بابليوس سكيبيو هو والد سكيبيو الإفريقي الذي دحر القرطاجيين في معركة زامة.